# Barbara Allen (chanson)
Pour les articles homonymes, voir Barbara Allen.

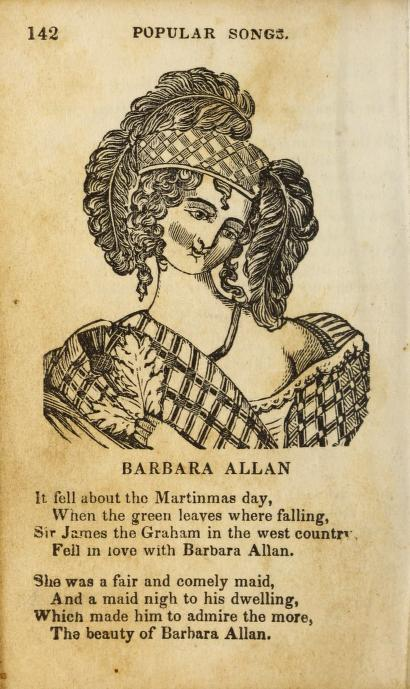
Paroles de la chanson publiée en 1840 dans le Forget Me Not Songster

Barbara Allen (Child 84, Roud) est une chanson folklorique traditionnelle autrefois populaire, publiée sous forme de broadside ballad dans le monde anglophone. Elle raconte comment le personnage éponyme nie l'amour d'un homme mourant puis meurt de chagrin peu après sa mort prématurée.
La chanson commence comme une ballade écossaise au XVIIe siècle ou avant, avant de se répandre rapidement (à la fois oralement et sur papier) dans les îles britanniques et plus tard en Amérique du Nord ,,. Les ethnomusicologues Steve Roud et Julia Bishop la décrivent comme « de loin la chanson la plus largement collectée en langue anglaise - de popularité semblable en Angleterre, en Écosse et en Irlande, et avec des centaines de versions rassemblées au fil des ans en Amérique du Nord ».
Comme avec la plupart des chansons folkloriques, Barbara Allen est publiée et interprétée sous de nombreux titres différents, y compris The Ballet of Barbara Allen, Barbara Allen's Cruelty, Barbarous Ellen, Edeli, Hard Hearted Barbary Ellen, Sad Ballet Of Little Johnnie Green, Sir John Graham, Bonny Barbara Allan, Barbry Allen entre autres.

## Synopsis
La ballade suit généralement une intrigue standard, bien que les détails narratifs varient d'une version à l'autre.
- Un domestique demande à Barbara de s'occuper de son maître malade.
- Elle visite le chevet du jeune homme au cœur brisé, qui plaide alors pour son amour.
- Elle refuse, affirmant qu'il l'avait insultée en buvant avec des amis.
- Il meurt peu de temps après et Barbara entend sonner ses funérailles; frappée de chagrin, elle meurt aussi.
- Ils sont enterrés dans la même église ; une rose pousse de sa tombe, une bruyère de la sienne, et les plantes forment un nœud du vrai amoureux[8],[9].

## Histoire

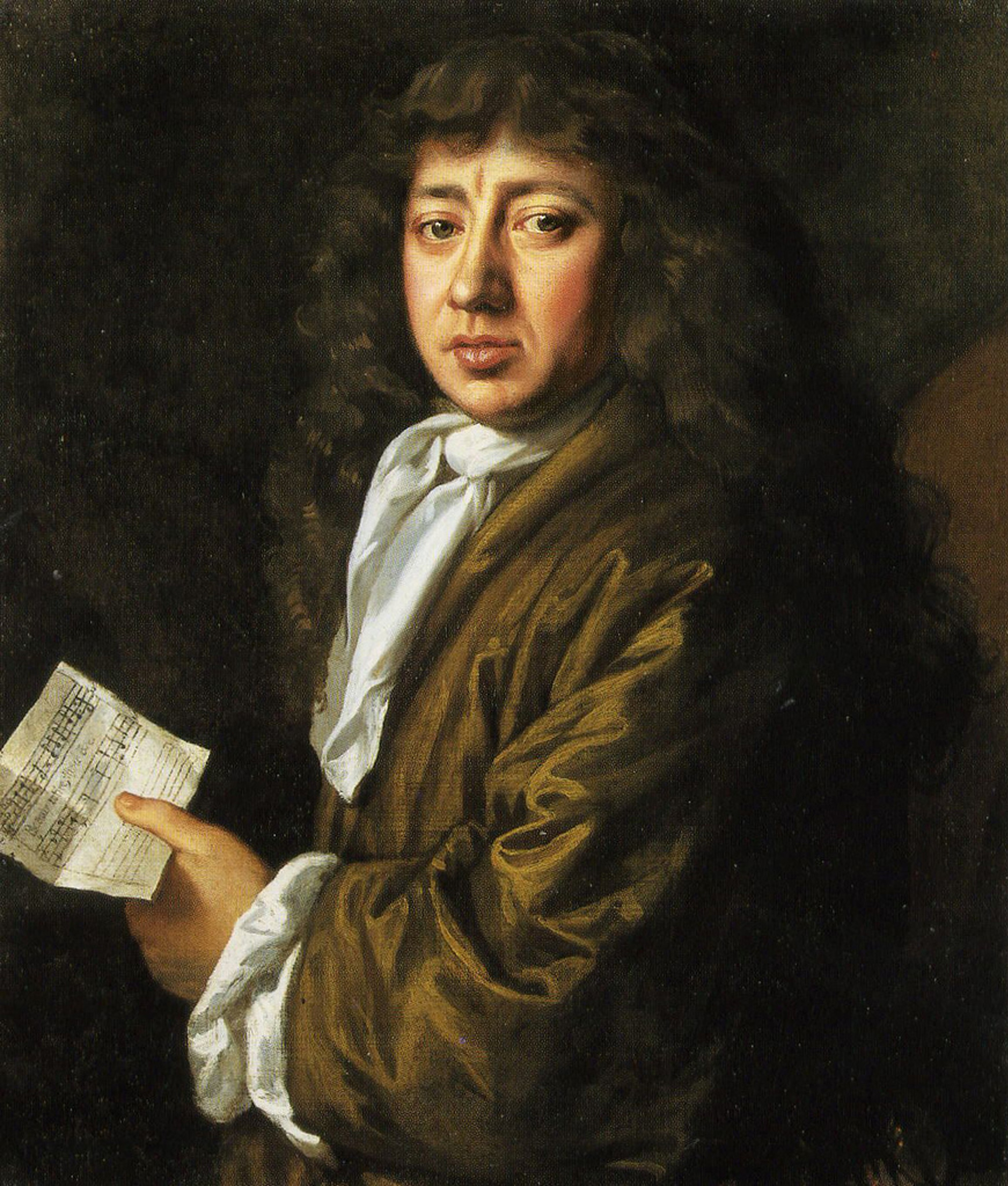
Samuel Pepys

Une entrée de journal de Samuel Pepys du 2 janvier 1666 contient la plus ancienne référence à la chanson.  Dans celui-ci, il se souvient du plaisir et des jeux lors d'une fête du Nouvel An
"...but above all, my dear Mrs Knipp whom I sang; and in perfect pleasure I was to hear her sing, and especially her little Scotch song of Barbary Allen."
De là, Steve Roud et Julia Bishop déduisent que la chanson était populaire à cette époque, suggérant qu'elle avait peut-être été écrite pour une performance sur scène, car Elizabeth Knepp était une actrice, chanteuse et danseuse professionnelle.  Cependant, les folkloristes Phillips Barry et Fannie Hardy Eckstorm sont d'avis que la chanson « n'était pas du tout une chanson de scène mais une diffamation sur Barbara Villiers et ses relations avec Charles II ».  Charles Seeger souligne que la joie de Pepys d'entendre une chanson diffamatoire sur la maîtresse du roi était parfaitement dans son caractère.
En 1792, le célèbre compositeur autrichien Joseph Haydn arrange Barbara Allen comme l'un des plus de 400 arrangements de chansons folkloriques écossaises commandés par George Thomson (en) et les éditeurs William Napier et William Whyte,. Il a probablement repris la mélodie du Caledonian Pocket Companion de James Oswald, vers 1750.

### Premières versions imprimées

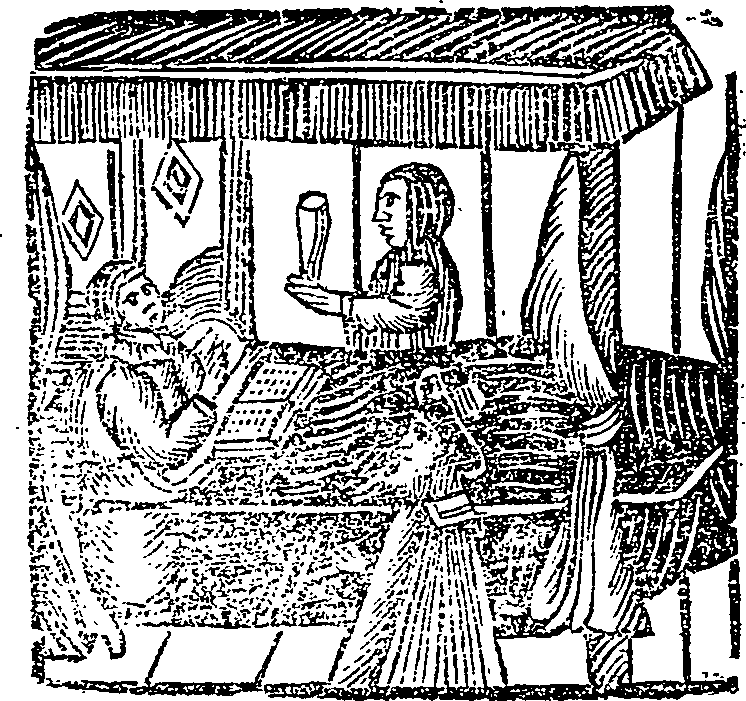
Illustration imprimée à Londres, vers 1760

Un 1690 une partition de la chanson est publiée à Londres sous le titre « Barbara Allen's cruelty: or, the young-man's tragedy » (voir paroles ci-dessous) : « Avec lamentation de Barbara Allen pour sa méchanceté envers son amant et elle-même moi ». Des impressions supplémentaires sont courantes en Grande-Bretagne tout au long du XVIIIe siècle. Le poète écossais Allan Ramsay publié « Bonny Barbara Allen » dans son Tea-Table Miscellany publié en 1740.  Peu de temps après, Thomas Percy publie deux interprétations similaires dans sa collection de 1765 Reliques of Ancient English Poetry sous les titres Barbara Allen's Cruelty et Sir John Grehme and Barbara Allen. L'ethnomusicologue Francis James Child compile ces différentes interprétations au dix-neuvième siècle avec plusieurs autres trouvées dans les Roxburghe Ballads pour créer ses versions standard A et B, utilisées ensuite comme référence par les érudits.
La ballade est imprimée pour la première fois aux États-Unis en 1836.[réf. nécessaire] De nombreuses variations de la chanson continuent à être imprimées aux États-Unis au cours des XIXe et XXe siècles. Dans toute la Nouvelle-Angleterre, par exemple, il est adopté oralement et inclut dans des recueils de chansons et des colonnes de journaux, avec d'autres ballades populaires telles que The Farmer's Curst Wife et The Golden Vanity.

### Enregistrements traditionnels
Selon la Vaughan Williams Memorial Library, environ 500 enregistrements traditionnels de la chanson ont été réalisés.  Le premier enregistrement de la chanson est probablement un enregistrement de cylindre phonographique de 1907 par le compositeur et musicologue Percy Grainger du chanteur folk du Lincolnshire Joseph Taylor, qui a été numérisé par la British Library et peut être entendu en ligne via la British Library Sound Archive.  D'autres enregistrements authentiques incluent ceux du chanteur Afro-américain Hule « Queen » Hines de Floride (1939), du Gallois Phil Tanner (1949), de l'Irlandaise Elizabeth Cronin (début des années 1950), du chanteur folk de Norfolk Sam Larner (1958), et du chanteur folk des Appalaches Jean Ritchie (1961) ,. Charles Seeger édite une collection publiée par la Bibliothèque du Congrès intitulée Versions and Variants of Barbara Allen from the Archive of Folk Song dans le cadre de sa série Folk Music of the United States . Le disque compile 30 versions de la ballade, enregistrées de 1933 à 1954 aux États-Unis.

## Paroles
Barbara Allen's cruelty: or, the young-man's tragedy (vers 1690), le premier texte de Barbara Allen.

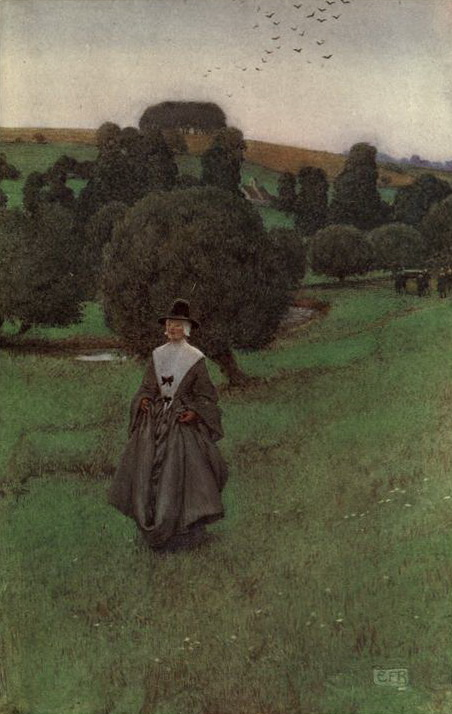
"Cruel Barbara Allen" par Eleanor Fortescue-Brickdale (1920)

| In Scarlet Town, where I was bound, There was a fair maid dwelling, Whom I had chosen to be my own, And her name it was Barbara Allen. All in the merry month of May, When green leaves they was springing, This young man on his death-bed lay, For the love of Barbara Allen. He sent his man unto her then, To the town where she was dwelling: 'You must come to my master dear, If your name be Barbara Allen. 'For death is printed in his face, And sorrow's in him dwelling, And you must come to my master dear, If your name be Barbara Allen.' 'If death be printed in his face, And sorrow's in him dwelling, Then little better shall he be For bonny Barbara Allen.' So slowly, slowly she got up, And so slowly she came to him, And all she said when she came there, Young man, I think you are a dying. He turnd his face unto her then: 'If you be Barbara Allen, My dear,' said he, 'Come pitty me, As on my death-bed I am lying.' 'If on your death-bed you be lying, What is that to Barbara Allen? I cannot keep you from [your] death; So farewell,' said Barbara Allen. He turnd his face unto the wall, And death came creeping to him: 'Then adieu, adieu, and adieu to all, And adieu to Barbara Allen!' And as she was walking on a day, She heard the bell a ringing, And it did seem to ring to her 'Unworthy Barbara Allen.' She turnd herself round about, And she spy'd the corps a coming: 'Lay down, lay down the corps of clay, That I may look upon him.' | And all the while she looked on, So loudly she lay laughing, While all her friends cry'd [out] amain, So loudly she lay laughing, While all her friends cry'd [out] amain, 'Unworthy Barbara Allen!' When he was dead, and laid in grave, Then death came creeping to she: 'O mother, mother, make my bed, For his death hath quite undone me. 'A hard-hearted creature that I was, To slight one that lovd me so dearly; I wish I had been more kinder to him, The time of his life when he was near me.' So this maid she then did dye, And desired to be buried by him, And repented her self before she dy'd, That ever she did deny him. |

## Variations

### Cadre
Le cadre est parfois Scarlet Town. Cela peut être une référence de jeu de mots à Reading, vu qu'une version d'une chanson datant d'environ 1790 parmi les chansons Madden de la bibliothèque de l'Université de Cambridge incorpore « In Reading town, where I was bound ». La ville de Londres et la ville de Dublin sont utilisées dans d'autres versions,.
La ballade débute souvent en établissant un calendrier festif, comme mai, Saint-Martin ou Lammas. Les versions qui commencent par mentionner « Saint-Martin » et d'autres qui commencent par « Early early in the spring » sont considérées comme les plus anciennes et les moins modifiées sur les versions imprimées les plus récentes.
Les variantes de Saint-Martin, les plus courantes en Écosse, sont probablement plus anciennes que les variantes de Scarlet Town qui sont probablement originaires du sud de l'Angleterre. Environ la moitié de toutes les versions américaines se déroulent au mois de mai ; ces versions sont les plus diverses, car elles semblent avoir existé uniquement en tradition orale, ne figurant jamais sur les impressions.
Une fois le cade établi, un dialogue entre les deux personnages s'ensuit généralement.

### Protagonistes
Le mourant s'appelle Sir John Graeme dans les premières impressions connues. Les versions américaines de la ballade l'appellent souvent une variante de William, James ou Jimmy ; son nom de famille peut être spécifié comme Grove, Green, Grame ou autre.  Dans la plupart des versions anglaises, le narrateur est le protagoniste masculin sans nom.
La femme s'appelle Barbry plutôt que Barbara dans presque toutes les versions américaines et certaines versions anglaises, et Bawbee dans de nombreuses versions écossaises. Son nom de famille se prononce parfois Ellen.

### Symbolisme et parallèles
La chanson se termine souvent par le motif poétique d'une rose poussant de sa tombe et d'une bruyère de la sienne formant un « vrai nœud d'amoureux », qui symbolise leur fidélité amoureuse même après la mort.  Ce motif est mis en parallèle dans plusieurs ballades dont Lord Thomas and Fair Annet, Lord Lovel et Fair Margaret and Sweet William ,. Cependant, la ballade manque de nombreuses expressions courantes trouvées dans des ballades d'âges similaires (par exemple, monter un « milk white steed and a dapple » (« un coursier blanc comme du lait et un gris pommelé »), certainement parce que l'histoire et l'imagerie fortes signifient que ces clichés ne sont pas nécessaires.

## Mélodie
Une vaste gamme de mélodies est traditionnellement utilisée pour Barbara Allen. De nombreuses versions américaines sont pentatoniques et sans note tonique claire, comme la version de la famille Ritchie. Selon le musicologue Walter Wiora, cette mélodie dérive d'une chanson française du XVe siècle Il est venu le petit oysillon. Les versions anglaises sont plus ancrées en mode majeur. La mélodie écossaise en mode mineur semble être la plus ancienne, car c'est la version trouvée dans Caledonian Pocket Companion de James Oswald qui a été écrite au milieu des années 1700.  Cet air a survécu dans la tradition orale en Écosse jusqu'au vingtième siècle; une version chantée par une certaine Mrs. Ann Lyell (1869-1945) recueillie par James Madison Carpenter dans les années 1930 peut être entendue sur le site Web de la Vaughan Williams Memorial Library  et Ewan MacColl a enregistré une version apprise de sa mère Betsy Miller.  Alors que les versions imprimées des paroles ont influencé les versions interprétées par les chanteurs traditionnels, les airs étaient rarement imprimés, on pense donc qu'ils ont été transmis de bouche à oreille à travers les siècles et ont évolué de manière plus organique.

## Arrangements populaires
Roger Quilter écrit un arrangement en 1921, dédié au célèbre baryton irlandais Frederick Ranalow, devenu célèbre pour son interprétation de Macheath dans The Beggar's Opera au Lyric Theatre de Hammersmith. Quilter définit chaque couplet différemment, en utilisant des contre-mélodies comme sous-courants. Une octave en Si avec une quinte juste sonne comme une cloche dans le quatrième couplet. Un court intermède au piano avant le cinquième couplet est favorablement commenté par Percy Grainger.  Quilter incorpore plus tard le cadre dans son Arnold Book of Old Songs, redédié à son défunt neveu Arnold Guy Vivian et publié en 1950.
Le chanteur baryton Royal Dadmun sort une version en 1922 sur Victor Records  La chanson est créditée aux arrangeurs, Eaton Faning et John Liptrot Hatton.
Des versions de la chanson sont enregistrées dans les années 1950 et 1960 par des revivalistes folkloriques, dont Pete Seeger.
Eddy Arnold enregistre et publie une version dans son album de 1955 Wanderin.
Les Everly Brothers enregistrent et publient une version sur leur album folk de 1958, Songs Our Daddy Taught Us.
Joan Baez sort une version en 1961, la même année que l'enregistrement de Jean Ritchie.
Bob Dylan déclare que les chansons folkloriques l'ont fortement influencé, écrivant dans un poème que sans Barbara Allen il n'y aurait aucune Girl From the North Country. Il interprété une version en concert de huit minutes en 1962, qui sera ensuite diffusée sur Live at The Gaslight 1962.
La ballade est reprise en version démo par Simon et Garfunkel sur leur album d'anthologie The Columbia Studio Recordings (1964-1970) et en piste bonus sur l'édition 2001 de leur album Sounds of Silence comme Barbriallen, et par Art Garfunkel seul en 1973 sur son album Angel Clare .
Angelo Branduardi reprend cette chanson en tant que Barbrie Allen resp. Barbriallen sur ses deux albums Cosi e se mi pare - EP  et Il Rovo e la rosa  en italien. Sur sa compilation En français - Best of de 2015, il interprète cette chanson dans une adaptation française écrite par Carla Bruni,.
Deux enregistrements témoignent des interprétations qu'en donne Marie Laforêt  lors de ses récitals, notamment aux Bouffes-Parisiens en septembre 2005 ,,.
Le britannique Frank Turner reprend la chanson a cappella en concert. Une interprétation figure sur son album de compilation The Second Three Years.
Le duo folk britannique Nancy Kerr et James Fagan incluent la chanson sur leur album 2005 Strands of Gold, et aussi sur leur album en concert de 2019 An Evening With Nancy Kerr et James Fagan,.
En 2010, le groupe Blackmore's Night adapte cette chanson sur son album Autumn Sky.

## Théâtre, radio et cinéma
La pièce de théâtre Dark of the Moon de Howard Richardson et William Berney en 1942 est basée sur la ballade, en référence à l'influence des contes et chansons anglaises, irlandais et écossais des Appalaches.
Elle est également racontée en tant que drame radiophonique dans l'émission Suspense, diffusé le 20 octobre 1952, et intitulé The Death of Barbara Allen avec Anne Baxter dans le rôle principal.
Une pièce radiophonique britannique intitulée Barbara Allen met en vedette Honeysuckle Weeks et Keith Barron ; elle a été écrite par David Pownall  et créée sur BBC Radio 7 le 16 février 2009.
La chanson est également échantillonnée, citée et utilisée comme musique dramatique dans de nombreux films :
- Tom Brown's School Days (1940)
- Scrooge (1951; sorti aux États-Unis sous le nom de A Christmas Carol)
- Robin Hood Daffy (1958, dessin animé de la Warner Brothers)
- The Buccaneer (1958), chanté par Claire Bloom.
- Parker Adderson, Philosophe (1974, court métrage [57])
- The piano de Jane Campion, oscarisé (1993)
- A Love Song for Bobby Long (2004) [58]
- Best In Show (2000)